# 童謡歌手
童謡歌手（どうようかしゅ）とは、文字通り童謡を歌う歌手。或いは童謡以外の歌を歌っていても童謡を主なレパートリーとする歌手も指す。

## 概要
昭和20〜30年代には、少女の童謡歌手が歌だけでなく、アイドルとして映画・ラジオ・テレビに出演したり、雑誌の表紙やグラビアに取り上げられるなど、加熱した人気を持った時期がある。
昭和20〜30年代の童謡歌手には、「うたのおばさん」として親しまれた安西愛子、松田トシのような大人の歌手もいるが、多くの少女歌手がこの時期に活躍した。少女童謡歌手たちは特定のレコード会社に所属してレコードを出したが、出身の児童合唱団や特定の作詞家・作曲家との結びつきで有名なケースもある。この時期の少女歌手が歌った新作童謡には後々に残る曲がいくつもある。
昭和20〜30年代に活躍した主な少女童謡歌手としては、川田正子、川田孝子、川田美智子（以上いわゆる川田三姉妹）、松島トモ子、伴久美子、大道真弓、安田祥子、安田章子（いわゆる安田姉妹）、近藤圭子、渡辺典子、高木淑子、岩田佐智子、古賀さと子、田端典子、小鳩くるみ、久保木幸子、羽崎共子、本間千代子などがいる。
昭和20〜30年代の少女童謡歌手のうち、松島トモ子は女優・タレントとしてその後も芸能界で活躍、安田祥子は東京芸術大学に進学して声楽家、安田章子は由紀さおりの芸名で人気流行歌手、小鳩くるみは大学の英文科教授になった。川田正子は生涯童謡を歌い続けたが2006年に死去。伴久美子は1985年に死去。古賀さと子も1996年に死去。渡辺典子も1992年頃に死去。

## 童謡歌手一覧
- 秋田喜美子 - 音羽ゆりかご会でレッスンを受け、キング専属童謡歌手として活躍。あの子はたあれを最初にレコードに吹き込んだ。
- あべえみこ
- 天地総子
- 有島通男
- 安西愛子
- 飯田ふさ江（1925年10月4日 - ） - 本名：飯田房枝。東京都板橋区出身。小学4年生のとき、作曲家長谷基孝に就いて童謡を学び、その後コロムビアより「ガタ馬車」「パパさんお出かけ」でデビュー。1939年に発売された「兵隊さんよありがとう」（共唱：松原操）が大ヒットした[2]。
- 飯野婦美子
- 井口小夜子
- 石井亀次郎
- 石井玲子
- 稲村なおこ
- 池野八千代 - キングレコードで童謡を録音して歌っていた歌手の一人。池野八千代が歌った曲で1967年にキングの「クリちゃんレコード」のシリーズから発売された４曲入りのシングルレコードに収録されていた「みんなでゴーゴー」が代表曲てある。
- 井上尚子
- 井上裕子（1953年 - ） - 音羽ゆりかご会出身。「ロンドン橋」「青い目の人形」など。
- 岩瀬寛
- 岩田佐智子（1944年9月1日 - ）
- 植松薫（植松かほる）
- うつみみどり
- 江原陽子
- 大内至子（1929年 - ） - 1939年度児童唱歌コンクール入賞者。ビクター専属[3]。
- 大和田りつこ
- 大川澄子（1923年8月28日[3][4] - ） - 東京都豊島区出身。1931年6月、作曲家佐々木すぐる主宰の青い鳥童謡音楽園に入学。その後コロムビア専属となり「東京市童謡」や「和蘭陀船」など数多くの童謡を吹き込んだ[3]。
- 大木英稔
- 大久保澄子 - ポリドールやその子会社であるコロナレコードなどに録音を残している。1937年に、「汽車ポッポ[注釈 1]」の原曲である「兵隊さんの汽車」を吹き込んだ。
- 大杉久美子
- 大谷宏美
- 大塚百合子
- 大貫房司
- 大場博之 - コロムビア→キングレコード。代表作に「ももたろう」「可愛い魚屋さん」など。
- 大道真弓
- 岡崎裕美
- 小笠原英夫
- 岡田孝（1948年1月1日 - ） - 兵庫県西宮市出身。コロムビアからデビューし、美しいボーイソプラノで活躍。大阪音楽学校卒業。
- 岡野綾
- 岡山ルミ子
- 小川貴代乃（1946年5月10日 - ） - テイチク→キングで活躍。東洋音楽大学大学院修了。
- 萩野綾子
- 尾村まさ子（1926年1月1日 - ） - 1936年7月、「影法師」「朝顔」でビクターよりデビューした[3]。
- 織井茂子
- 加賀清孝
- 加賀美一郎（1933年 - ） - 東京都出身。1940年デビュー。代表作は「お山の杉の子」「赤ちゃんのお耳」など。戦後は子役として東宝映画｢僕の父さん｣に出演。のちに東洋音楽大学声楽科に進学。
- 欠畑貞子
- 勝部みどり
- 金子一雄（1918年 - 2012年） - 童謡「赤とんぼ」の最初の歌唱者。作曲家山田耕筰の愛弟子として知られ、「赤とんぼ」のレコードは「この子は天才だ、僕が伴奏しよう」と山田が自ら進み出て伴奏を行ったエピソードがある。そののち「この道」「待ちぼうけ」など変声期前から変声後まで山田作曲の歌曲の録音を数多く残す。（音源は国会図書館・歴史的音源で参照可能）変声後に東京音楽学校へ進学。卒業後、第二次世界大戦中に兵役でビルマ戦線へ出兵。厳しい戦況の中で現地の子供と歌唱曲を教え合いながら一緒に歌っていると伝える記事が残っている。戦後は浦和高校で音楽の指導教官として勤務したのち埼玉県音楽家協会名誉会長を務めた。
- 金子のぶ子
- 上山隆
- 河合二三四
- 川田正子
- 川田孝子
- 川田美智子
- 川上みよ子 - キングレコードの童謡歌手の一人。代表曲に「おふね」（作詞：井上徹 作曲：江沢清太郎 ）がある。
- 河村順子
- 河村博子
- 河村陽子
- 神崎ゆう子
- 北島基子
- 北野修治（1945年8月29日 - ） - 少女ばかりの童謡界で稀有な少年童謡歌手で、「かもめの船長さん」がヒット。後にうたごえ喫茶でも活躍した。
- 木都老和子
- 楠トシエ
- 久保木幸子（1946年12月1日 - ） - 東京都大田区出身。ひばり児童合唱団に入り活躍。
- 桑名貞子（1952年 - ） - 現在はシャンソン歌手。日本シャンソンコンクール他多数受賞。ライブやディナーショー等で活躍中。
- 桑原邦夫（1925年5月 - ） - 東京都杉並区出身。1934年4月作曲家長谷川堅二主宰の金の鈴子供会に入会。同年7月コロムビアより「日の丸踊り」「近衛兵隊さん」でデビュー。1936年6月コロムビア専属となる[3]。
- 河野豊
- 河野ヨシユキ
- 小牟禮利郎（1939年 - ） - ひばり児童合唱団出身、コロムビアからデビュー。「牛若丸」「鍛冶屋の小父さん」「みどりの島山」など。
- 甲良やす子
- 古賀さと子
- 古賀久子
- 小坂勝也（1928年3月2日 - ） - 東京都台東区浅草出身。長妻完至に師事し、その後キングレコード専属となる[5]。
- 小谷和子 - 作曲家小谷肇の妹。
- 小鳩くるみ
- 小林茂子（1929年[5] - ）
- 古筆愛子
- 小宮山幸子（二宮ゆき子）
- 小柳徹
- 近藤圭子
- 近藤よし子
- 斎藤こず恵
- 斎藤達雄
- 坂入姉妹（坂入恵美・坂入真紀）
- 坂田真理子
- 佐久間節子
- 佐々川浩子
- 佐々木行綱
- 佐々木俊子
- 佐藤恵子
- 三代目海沼実
- 椎木玲子
- 椎橋睦子
- 志賀朝子
- 茂森あゆみ
- 島村一夫
- 清水三七子
- 庄司淳
- 白鳥みづえ
- 杉田あきひろ
- 杉田和子
- 杉山美子 - 1939年9月ビクター専属となる。同年の映画「母に捧ぐる歌」で主演を務めた[5]。
- 鈴木安江
- 鈴木より子
- 関沢圭司
- 関根敏子
- 芹洋子
- 大道寺重野
- 高木淑子
- 高城日出子
- 高野政次
- 高橋祐子
- 高橋美千子
- 高松りみ子
- 高山得子
- 滝川正子
- ダーク・ダックス
- 田口幸子
- 武下亜登子
- 田中恵子（1927年7月18日 - ） - 東京都大田区大森出身。9歳のとき花かげ童謡楽団に入園。10歳でコロムビア、ポリドールでのレコード吹き込みをはじめる[6]。
- 田中聖子
- 田端典子（1945年1月6日 - ） - 東京都出身。ラジオ「声くらべ腕くらべ子供音楽会」でデビュー。
- 辻正子
- 辻由子
- 土屋忠一（1936年 - ） - 神奈川県鎌倉市出身。「赤い三輪車」「風の子」「少年の歌」など多数。
- 土屋道典（1941年 - ） - ひばり児童合唱団ののちコロムビア専属。小牟禮利郎と共に「おいでよピーターパン」を吹き込む。他にオペレッタ曲「みにくいあひるの子」など。
- 津々木桂子
- 土居裕子
- 戸倉千代子
- 友竹正則
- 永岡志津子（1922年1月 - ） - 栃木県宇都宮市出身。日本放送協会主催の「関東各府県選抜児童大会」に栃木県代表として出場。その後、関鑑子、丹生健夫に師事した。彼女には「絵日傘」、「花かげ」、「ニャンニャン踊り」などのヒット曲がある。
- 長坂明栄
- 中田典子
- 中根庸子 - 1938年12月に河村光陽の門下生となる。その後、「オベントウノウタ」でキングレコードからデビューした[7]。
- 中野慶子
- 中村愛子
- 中村美沙子
- 中村浩子
- 中山梶子（1927年2月2日[7] - ） - 1933年10月、「胡桃」でビクターからデビュー[7]。中山晋平の養女。
- なげのあやか
- 並木輝子
- 奈良原馥 - ビクター専属。かわいい魚屋さんを最初にレコード吹き込みした。
- 新美博義（1925年2月1日 - 没年不詳） - 東京都芝区白金出身。長谷基孝主宰の銀杏子供会に入会後、1935年4月コロムビアにて初吹込みを行い同社専属となった[7]。
- 西尾四季子
- 西野ふみ子
- 根岸芳子
- 納所文子
- 納所みち子 - 納所弁次郎三女。納所文子の妹。
- 納所米子 - 納所弁次郎の次女。納所文子の妹。
- はいだしょうこ
- 羽崎共子（1943年2月7日 - ） - 東京都新宿区出身。作曲家山口保治の主催するかなりや子供会所属。国立音楽大学声楽科卒業。
- 服部淳子
- 馬場祐美 - 代表曲である『ジングルベル』（コーラス：東映児童合唱団）は、フジテレビ系列で放送されている『明石家サンタの史上最大のクリスマスプレゼントショー』のオープニングテーマとして長年親しまれている。
- 速水けんいちろう - 1998年長岡京市出身
- 速水けんたろう
- 春口まさ子
- 伴久美子
- 平井英子
- 平野晃子（1946年 - ） - 三重県出身。ラジオ三重（現東海ラジオ）専属歌手として活躍。
- 平山英子
- 平山美代子
- Pinkish
- 福田信子
- 藤沼1美（1950年 - ） - 東京都出身。1959年ビクターから「藤沼一美」としてデビュー。「雨乞いわらしんべ」「川」で文部大臣賞受賞。特撮ドラマ「少年ジェット」の主題歌を吹き込む。1965年「藤沼千美」と改名し再デビュー。また作曲家として「おかあさんといっしょ」などに曲を提供する。1987年に音楽教室を開設し、以降はボイストレーナーとして活動。1990年代に再度改名、現在の芸名となる。
- 文谷千代子（1922年 - ） - 東京都芝区白金出身。長谷基孝、井上武士の指導を受け、1933年の暮れにコロムビア専属となる[7]。
- ペギー葉山
- 星野広子
- ボニージャックス
- 本多信子
- 本間千代子
- マーガレット・ユキ（1928年12月 - ） - ロンドン出身。1933年に来日し、1936年秋コロムビアの専属歌手となる。「オ人形ダイナ」「叱ラナイデネ」などを吹き込む[8]。
- 前川陽子
- 益田 恵 -音羽ゆりかご会のメンバーとして数多くの歌を録音している。代表曲は1974年３月に日本コロムビアからシングルレコード化された「ヤンチャリカ」である。
- 松島トモ子
- 松田トシ
- 松原美香
- 眞理ヨシコ
- 丸房枝 - （1930年3月23日 - ） - 千葉県市川市真間出身。6歳のとき国枝一郎に師事し童謡を習う。1939年からテイチク、ポリドールにて吹き込み活動を開始[8]。「お正月来い来い」「ニコニコ夕顔」のほか「興亜行進曲」といった軍歌も吹き込んだ[9]。
- 皆川おさむ
- ミミー・宮島
- 宮下匡司
- 宮下晴子 - 宮下禮子の妹。タイヘイレコードで「葉山かほる」と名乗り流行歌手として活動したこともある[10]。
- 宮下禮子（1915年 - 2007年） - 戦前にニットーレコードで活躍。
- 宮本浩次
- 村山道子（ダン道子） - 村山久子、村山忠義の姉。ジェームス・ダン夫人。
- 村山久子（1913年8月23日[11] - ）
- 村山忠義
- 村山美恵子
- 本居みどり
- 本居貴美子
- 本居若葉（1919年4月26日 - 2011年7月9日） - 本居長世の三女。「俵はごろごろ」、「汽車ポッポ[注釈 2]」の創唱者として知られる。
- 持田ヨシ子
- 望月誠
- 八尾谷信子
- 八百谷信子
- 矢島英子（1928年4月23日 - ） - 東京都豊島区出身。1937年11月ポリドール専属となる[8]。
- 安田祥子
- 安田章子（由紀さおり）
- 矢田稔
- 山口英子（1925年7月6日 - ） - 京都府京都市伏見区出身。1934年佐々木すぐる主宰の青い鳥童謡音楽園に入学。その後コロムビア専属となる[8]。
- 山崎一郎
- 山崎百代（1930年 - ） - 1939年度児童唱歌コンクール入賞者。ビクター専属[8]。
- 山野さと子
- 山元将弘
- 山元淳子
- 山本淳子
- 吉井章子
- 吉澤園子
- 吉田玲子
- 渡辺かおり
- 渡辺典子
- 綿貫静子
- 和田三枝子
- 鷲尾昭夫
- 藤田ひばり

## 童謡を積極的にとりあげている児童合唱団一覧
- 音羽ゆりかご会
- ひばり児童合唱団
- タンポポ児童合唱団
- 東京少年少女合唱隊
- 杉並児童合唱団
- NHK東京児童合唱団
- 森の木児童合唱団
- フレーベル少年合唱団